# Trofeo Jašin
Il Trofeo Jašin (Trophée Yachine, in francese) è un premio calcistico istituito nel 2019 dalla rivista sportiva francese France Football e assegnato annualmente al portiere che più si è distinto nella stagione sportiva, militando in una squadra di un qualsiasi campionato del mondo.

## Storia
Il 19 settembre 2019 la rivista sportiva francese France Football annuncia la creazione di un riconoscimento per premiare il miglior portiere del mondo. Il premio è dedicato a Lev Jašin, unico portiere vincitore del Pallone d'oro. Il riconoscimento è stato consegnato per la prima volta il 2 dicembre 2019 contestualmente all'assegnazione del Pallone d'oro. Dall'edizione 2022 il periodo considerato non è più l'anno solare ma la stagione dal 1º agosto al 31 luglio dell'anno successivo.
Il primo vincitore del riconoscimento fu il brasiliano Alisson Becker, mentre il maggior vincitore è l'argentino Emiliano Martínez con due successi.

## Albo d'oro
| Anno | Posizione     | Giocatore             | Squadra             | Punti         |
| ---- | ------------- | --------------------- | ------------------- | ------------- |
| 2019 | 1º            | Alisson               | Liverpool           | 795           |
| 2019 | 2º            | Marc-André ter Stegen | Barcellona          | 284           |
| 2019 | 3º            | Ederson               | Manchester City     | 142           |
| 2020 | Non assegnato | Non assegnato         | Non assegnato       | Non assegnato |
| 2021 | 1º            | Gianluigi Donnarumma  | Paris Saint-Germain | 594           |
| 2021 | 2º            | Édouard Mendy         | Chelsea             | 404           |
| 2021 | 3º            | Jan Oblak             | Atlético Madrid     | 155           |
| 2022 | 1º            | Thibaut Courtois      | Real Madrid         | 456           |
| 2022 | 2º            | Alisson               | Liverpool           | 108           |
| 2022 | 3º            | Ederson               | Manchester City     | 72            |
| 2023 | 1º            | Emiliano Martínez     | Aston Villa         | 290           |
| 2023 | 2º            | Ederson               | Manchester City     | 197           |
| 2023 | 3º            | Yassine Bounou        | Siviglia            | 154           |
| 2024 | 1º            | Emiliano Martínez     | Aston Villa         | 276           |
| 2024 | 2º            | Unai Simón            | Athletic Bilbao     | 213           |
| 2024 | 3º            | Andrij Lunin          | Real Madrid         | 112           |

## Statistiche

### Classifica per giocatori
| Player                | 1º             | 2º       | 3º             |
| --------------------- | -------------- | -------- | -------------- |
| Emiliano Martínez     | 2 (2023, 2024) | –        | –              |
| Alisson               | 1 (2019)       | 1 (2022) | –              |
| Gianluigi Donnarumma  | 1 (2021)       | –        | –              |
| Thibaut Courtois      | 1 (2022)       | –        | –              |
| Ederson               | –              | 1 (2023) | 2 (2019, 2022) |
| Marc-André ter Stegen | –              | 1 (2019) | –              |
| Édouard Mendy         | –              | 1 (2021) | –              |
| Unai Simón            | –              | 1 (2024) | –              |
| Jan Oblak             | –              | –        | 1 (2021)       |
| Yassine Bounou        | –              | –        | 1 (2023)       |
| Andrij Lunin          | –              | –        | 1 (2024)       |

### Classifica per nazionalità
| Nazione   | Giocatori | Totale |
| --------- | --------- | ------ |
| Argentina | 1         | 2      |
| Brasile   | 1         | 1      |
| Italia    | 1         | 1      |
| Belgio    | 1         | 1      |

### Classifica per club
| Club                | Giocatori | Totale |
| ------------------- | --------- | ------ |
| Aston Villa         | 1         | 2      |
| Liverpool           | 1         | 1      |
| Paris Saint-Germain | 1         | 1      |
| Real Madrid         | 1         | 1      |

### Annotazioni
1. ↑  Donnarumma si trasferì al Paris Saint-Germain dal Milan nel corso del 2021.

### Fonti
1. ↑  (FR) Trophée Yachine, Drogba, identité : on vous détaille les nouveautés du Ballon d'Or France Football, su francefootball.fr, 19 settembre 2019.
2. ↑   Un Pallone d'Oro per i portieri, nasce il "Trofeo Yashin", su repubblica.it, 19 settembre 2019.
3. ↑  (FR) Il n'y aura pas de Ballon d'Or France Football en 2020, su francefootball.fr, 20 luglio 2019.